# قلعة فيليز بلانكو

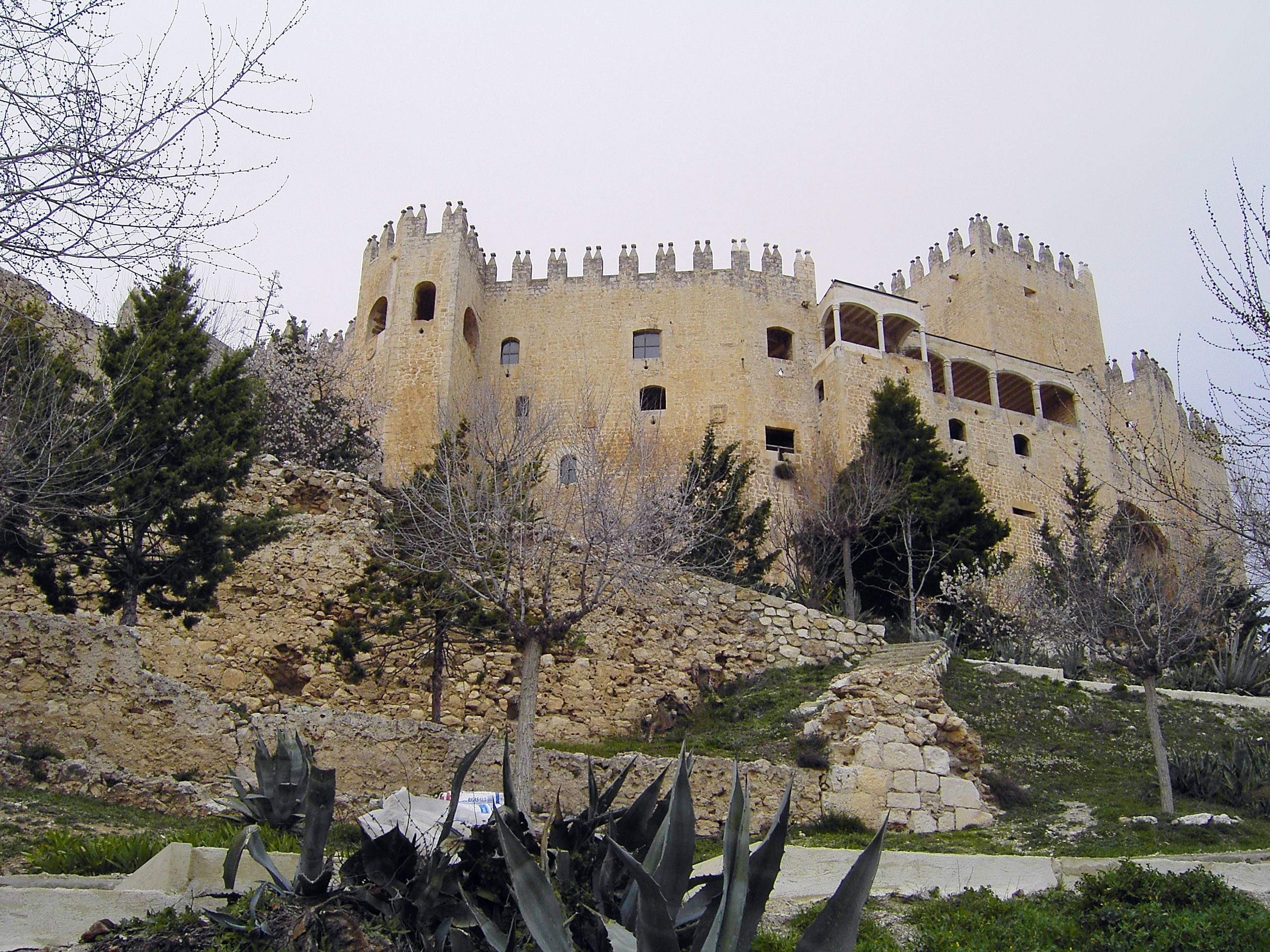
قلعة فيليز بلانكو

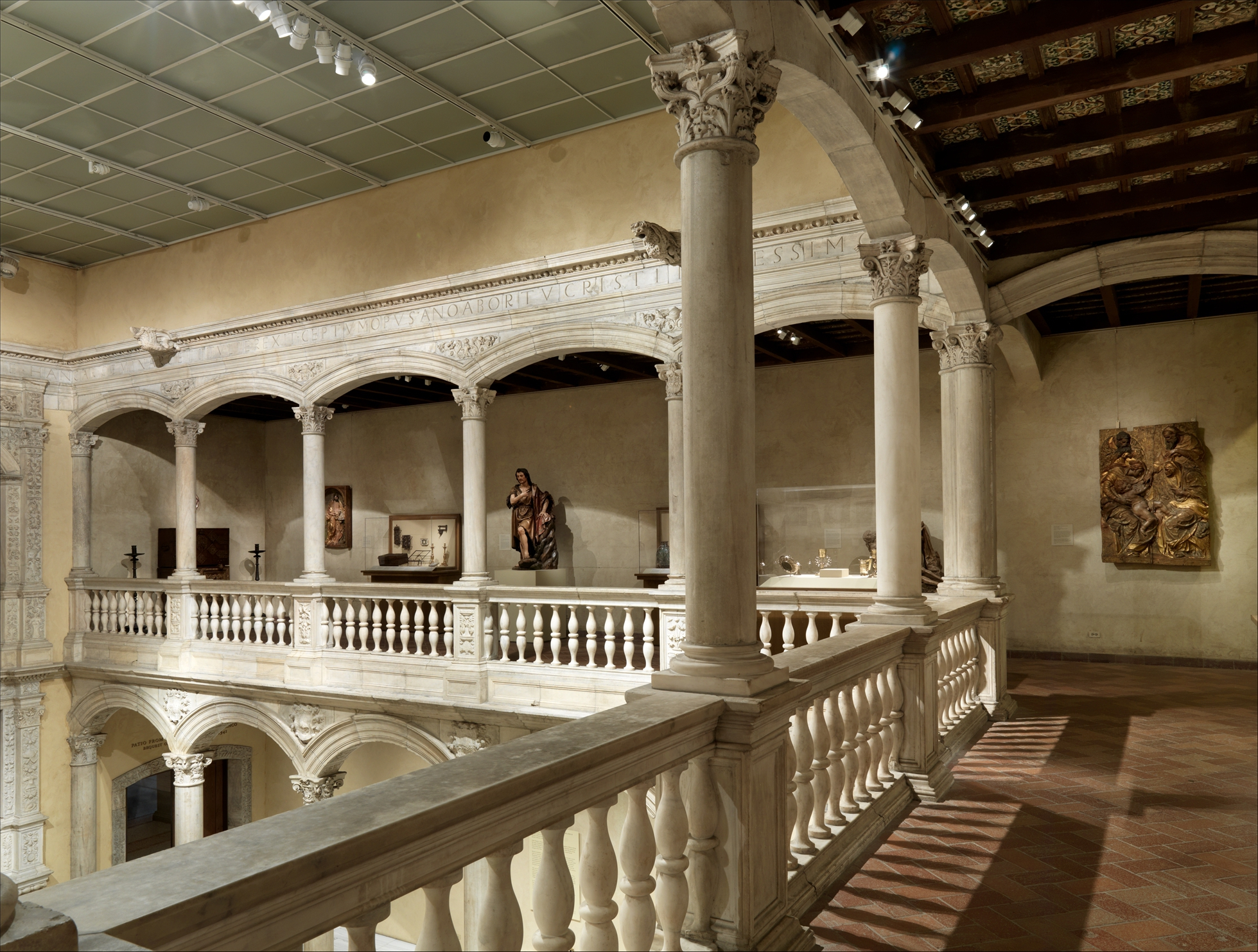
فناء من قلعة فيليز بلانكو، معروض حاليًّا في متحف متروبوليتان للفنون.

قلعة فيليز بلانكو هي مثال رائع لقلعة عصر النهضة الإسبانية. تقع في بلدة فيليز بلانكو، في مقاطعة ألميريا، في المجتمع المستقل في الأندلس، في إسبانيا.

## التاريخ
بناها بيدرو فيادرو [الإنجليزية] بعد أن رقاه الملوك الكاثوليك إلى أنا ماركيز لوس فيليز [الإنجليزية] بعد حرب غرناطة. بدأت الأعمال في عام 1506 وانتهت في عام 1515. يحتوي المتحف على أعمال للفنانين الفلورنسيين جاكوبو فلورنتينو [الإنجليزية] ومارتن ميلانيس، اللذين عملا أيضًا في الكنيسة الملكية في غرناطة. بُنيَت القلعة على أسس قلعة أندلسية سابقة تقع على تلة تطل على المدينة واستُخدم الخزان وبعض جدران القلعة فقط للقلعة الجديدة. بدأت الأعمال على الطراز القوطي المتأخر، ثم انتقلت سريعًا إلى عصر النهضة المبكر، ورغم أن مظهرها الخارجي يشبه القلعة إلا أنها بُنيت كقصر راقي في الداخل.

## روابط خارجية
37°41′26″N 2°05′53″W / 37.690556°N 2.098056°W